# Guitarras Washburn
Washburn (o Washburn Guitars, Guitarras Washburn en español), es una de las compañías manufactureras, vendedoras y distribuidoras de instrumentos musicales más importantes de todo el mundo. Fue establecida en Chicago, Illinois, en el año 1883.

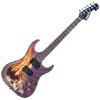
Washburn Custom X16 "Skull".

Esta compañía es conocida en gran parte del mundo, principalmente porque todas sus guitarras son construidas a mano (aunque algunas están hechas en Indonesia, con materiales principalmente chinos y son adquiridas por duraderas y con buen sonido, los instrumentos de mayor calidad son cien por ciento estadounidenses, los cuales están construidos en la Custom shop). Segundo, fue la compañía que impulsó de gran manera el mercadeo de las compañías de instrumentos musicales, ya que fue la primera compañía que usó el sistema de endorso, que consiste en entregar instrumentos musicales y equipo al artista gratuitamente (y hasta en algunos casos incluso pagando al artista) a cambio de obtener publicidad. Fue la primera compañía en crear guitarras eléctricas "huecas" de cuerpo alargado (huecas se refiere a guitarras con una caja acústica especial, estas guitarras se utilizaban principalmente en el Jazz, el Blues y el Rock & roll, el nombre de estas guitarras es Hollowbodies). Una de las más importantes, es que esta compañía es parte responsable del gran movimiento de "Delta Blues" (influencia afroamericana bluesera de gran importancia en muchas áreas de Estados Unidos) en Maxwell Street en los años 20. Y por último, su gran calidad reconocida mundialmente en instrumentos, que cubren los más variados estilos, en especial el Heavy metal y el Blues, y los instrumentos van desde guitarras y bajos eléctricos, hasta banjos y mandolinas.
Sus instrumentos, conocidos en casi todo el mundo por su gran calidad, van desde precios muy bajos, hasta instrumentos de varios miles de dólares. Algunas de las líneas presupuestadas están en el mercado bajo la marca Lyon by Washburn y Oscar Schmidt by Washburn.
Washburn también fabrica accesorios y partes de instrumentos, así como prendas de vestir y equipo de amplificación, entre otros.
También cuenta con una tienda especializada, donde los instrumentos son hechos a la medida del usuario, y se hacen con materiales cien por ciento estadounidenses y hechos a mano. Esta tienda se llama Washburn USA Custom Shop, ubicada en Chicago.

## Historia
Washburn nace en el año 1883, fundada por George Washburn Lyon, que comienza a fabricar guitarras acústicas (y luego eléctricas, siendo esta compañía un gran aporte para el desarrollo de guitarras eléctricas) con una fábrica a unas cuantas calles de Maxwell Street, en Chicago. La compañía fue de gran influencia para los guitarristas de jazz y blues, e incluso, en 1920, la primera fábrica Washburn fue de gran relevancia para la revolución del Delta Blues de Maxwell Street. Hacia 1920 la compañía realizó bastantes avances en guitarras de cuerpo sólido, pero sus mayores avances fueron hechos en las guitarras de cuerpo hueco. Después de 1930, la compañía fue adquirida por Lyon & Healy, que comenzó la producción de otros instrumentos como mandolinas, que fueron bastante aceptadas. Se continuaron los avances en las guitarras, pero ahora con un mayor énfasis en las guitarras acústicas, y las eléctricas de cuerpo sólido. Los guitarristas enviaban sus propios diseños a Washburn, y la compañía hacía los instrumentos. Esto aún se puede hacer a través de la Custom shop. Luego la marca se unió a la U.S. Music Corp., que hizo énfasis en las guitarras para Heavy metal, sin olvidar las guitarras vintage, y las Hollowbodies. Washburn hizo avances en las pick-ups, así como también en las guitarras eléctricas sólidas bolt-on (la técnica de construcción bolt-on de Washburn fue mejorada y utilizada por muchas compañías). Las guitarras de la Serie X se vuelven características del Heavy Metal, y sus modelos Custom son y siguen siendo acogidos por los artistas. Las mandolinas Washburn sufren una modernización, y mandolinistas famosos, como Jethro Burns, se suman al gran número de artistas de la marca. Se introducen más instrumentos como Banjos, Guitarras de viaje y más, y comienza una masificación de los bajos eléctricos en la compañía.
En 1999 se crea la que sería la línea más importante de Washburn: Idol Series. Su diseño clásico-moderno, su sonido, y su precio asequible, hacen ganar a Washburn una gran cantidad de clientes, así como también algunos premios.
Se comienza a utilizar el sistema de promociones. Muchos artistas como Dimebag Darrell de Pantera y Paul Stanley de Kiss comienzan a firmar contratos con Washburn y comienzan a sacar modelos Signature. Ya entrados los 90 la compañía comienza a utilizar puentes Floyd Rose y pick-ups Seymour Duncan, así comienza una revolución "metalera" dentro de la compañía.
Después del año 2000, más artistas de todos los estilos, como Black Eyed Peas, los All-American Rejects, Miguel Moreira (Monera), Dan Donegan de Disturbed se suman a Washburn, lo que hace retomar la diversividad de estilos que había perdido la compañía después de la revolución Heavy metal que ocurrió dentro de la compañía en los 90. En Sudamérica también se suman bandas de rock como Anima Inside, incursionando la marca en nuevos mercados.  Los instrumentos Washburn siguen siendo de calidad y acogida por variados estilos y artistas.

## Instrumentos
Como está escrito anteriormente, Washburn tiene una gran variedad de instrumentos musicales. Entre ellos están las Guitarras eléctricas, acústicas y clásicas (que incluye las Travel guitars), instrumentos Bluegrass y Bajos eléctricos y electro-acústicos.

### Instrumentos Eléctricos
Los instrumentos eléctricos de Washburn fueron el inicio de la compañía. Ahora se ha expandido mucho más, incluyendo nuevas series e innovaciones. Se dividen en bajos eléctricos y guitarras eléctricas.

#### Guitarras eléctricas
Washburn el altamente conocido por su labor en las guitarras eléctricas, debido a que todas están hechas a mano, lo que les da una gran calidad de sonido y alta durabilidad. También es conocida por sus modelos Signature y Custom, que se verán también a continuación.
Washburn divide sus líneas de guitarras eléctricas en las llamadas Series, algunas de las cuales son solo guitarras Signature (creadas por/hechas para un artista especial). Las guitarras eléctricas van desde precios bajos, hasta precios de varios miles de dólares, sin perder nada de la calidad que representa a esta marca. A continuación se verán las distintas Washburn Series, más algunos ejemplo de guitarras.

##### Serie Lyon
Nombrada "lyon" en honor al fundador de la marca "George Washburn Lyon". Durante un año se produjeron pocos ejemplares por lo cual con el paso de los años se convirtieron en guitarras coleccionables.
Tenga en cuenta que no podemos confundir la "Washburn Lyon Serie", que es la segunda línea de Washburn con la "Serie Lyon by Washburn", que es mucho más baja que esta.

##### Hollowbodies
Estas guitarras de cuerpo hueco ("Hollowbody"), son más situables para el Jazz y el Blujas, debido a su confortable sonido, mayor sustain y su mayor resonancia. En el artículo principal (también indicado arriba) se pueden apreciar dos modelos de guitarras.

##### Ian Series
Esta línea de guitarras eléctricas es una Signature Series del guitarrista Scott Ian del grupo Anthrax. Son perfectas para el heavy metal, tienen un gran sonido y mucha salida, así como todo el estilo que el guitarrista de Anthrax puede ofrecer. A conitnuación veremos la guitarra más significativa de las Ian Series, diseñada especialmente para Scott en la USA Custom Shop.

##### Idol Series
En 1999 Washburn modernizó el diseño más "clásico" de las guitarras eléctricas, para adaptarse mejor a los nuevos estilos de música. Esta serie se llamó "Idol", y junto con las X series, son las series insignias de la compañía, ya que estas dos series (más la Idol que las X) han ganado numerosos premios. Esta serie consta con los más variados accesorios, materiales de buena calidad y buen sonido.

##### Maya Series
Esta serie fue diseñada por Dan Donegan, guitarrista de Disturbed, en conjunto con la USA Custom Shop. Esta serie junto a las N Series son las con más éxito de las Signature Series de la compañía.

##### Paul Stanley Series
Paul Stanley, guitarrista de la banda Kiss, diseña junto con Washburn guitarras de gran calidad y diseño. Con estas guitarras muestra su personalidad, así como separa sus carreras como solista, y su trabajo con la banda KISS. También se diseñaron guitarras acústicas para Paul Stanley, pero están en la sección de guitarras acústicas.

##### N Series
Nuno Bettencourt, guitarrista de Extreme y también compositor solista, conocido por su virtuosismo en la guitarra, creó una serie espectacular de guitarras Washburn: Las N Series, que combinan distintos tipos de construcciones vintage y modernas, para hacer una simple guitarra muy versátil a la hora de usar.

##### X Series
Las Washburn X Series se han convertido a través de los años en una de las series características (junto con las Idol Series) de Washburn. Las guitarras de esta Series son conocidas por su gran sonido y versatilidad, su uso más común es en el Rock, Hard rock, el Heavy metal y el Rock progresivo, debido a la gran salida de estas guitarras y su alto sustain.

##### Wr Series
Las Washburn Wr Series fueron series con una historia muy curiosa eran de poco valor hasta que washburn decide hacer una línea de estas conmemorativa la cual tuvo un costo elevado ya que incorporó cuerpos en arce pastillas de buena calidad y marcacion en las laminas traseras de la guitarra lo cual la diferenció de la otra wr lastimosamente solo fueron pocas las wr 120 con este tipo de hardware y es difícil hoy en día dado el alto número de versiones encontrar una de esas que salió de increíble calidad.

##### Anarchy Graphics Series
Washburn, en su constante experimentación con las guitarras, quiso crear una serie que realmente lo tuviera todo: Que luciera bien, que sonara bien, que estuviera bien construida, y, por supuesto, que fuera barata. De este ambicioso proyecto nacieron las Anarchy Graphic Series. Como dice su nombre, tienen gráficos Killer Anarchy.

##### XM Series
La serie XM aparece en el año 2010, pensada para riffs fluidos y sin esfuerzo. Con un corte doble cutaway, cuerpos de álamo, tilo o caoba de alta calidad, tapa en arce flameado, clavijas grover o diecast, puente Floyd Rose Special, mástil set neck o bolt on, diapasones de palo de rosa o ébano, y micrófonos Hambucker Seymour Duncan USM, estas guitarras son ideales para el guitarrista con las tendencias más heavy.